# David Goggins
David Goggins (født 17. februar 1975) er en amerikansk ultramaratonløber og pensioneret Navy SEAL.
Han er det eneste medlem af USA's forsvar der har gennemført både SEAL-træning, U.S. Army Ranger School og Air Force Tactical Air Controller-træning. Goggins var i sin militære karriere en del af krigen i Afghanistan og Irakkrigen.
Goggins har deltaget i mere end 60 ultramaratonløb, triatlon- og ultratriatlon. Derudover er han forhenværende Guinness-verdensrekordholder for at have udført flest pull-ups på 24 timer (4030 på 17 timer). Han er den eneste, der nogensinde har deltaget i 3 Navy SEAL Hell Weeks i løbet af 1 kalenderår (hvoraf han gennemførte 2).